# Королівське літературне товариство

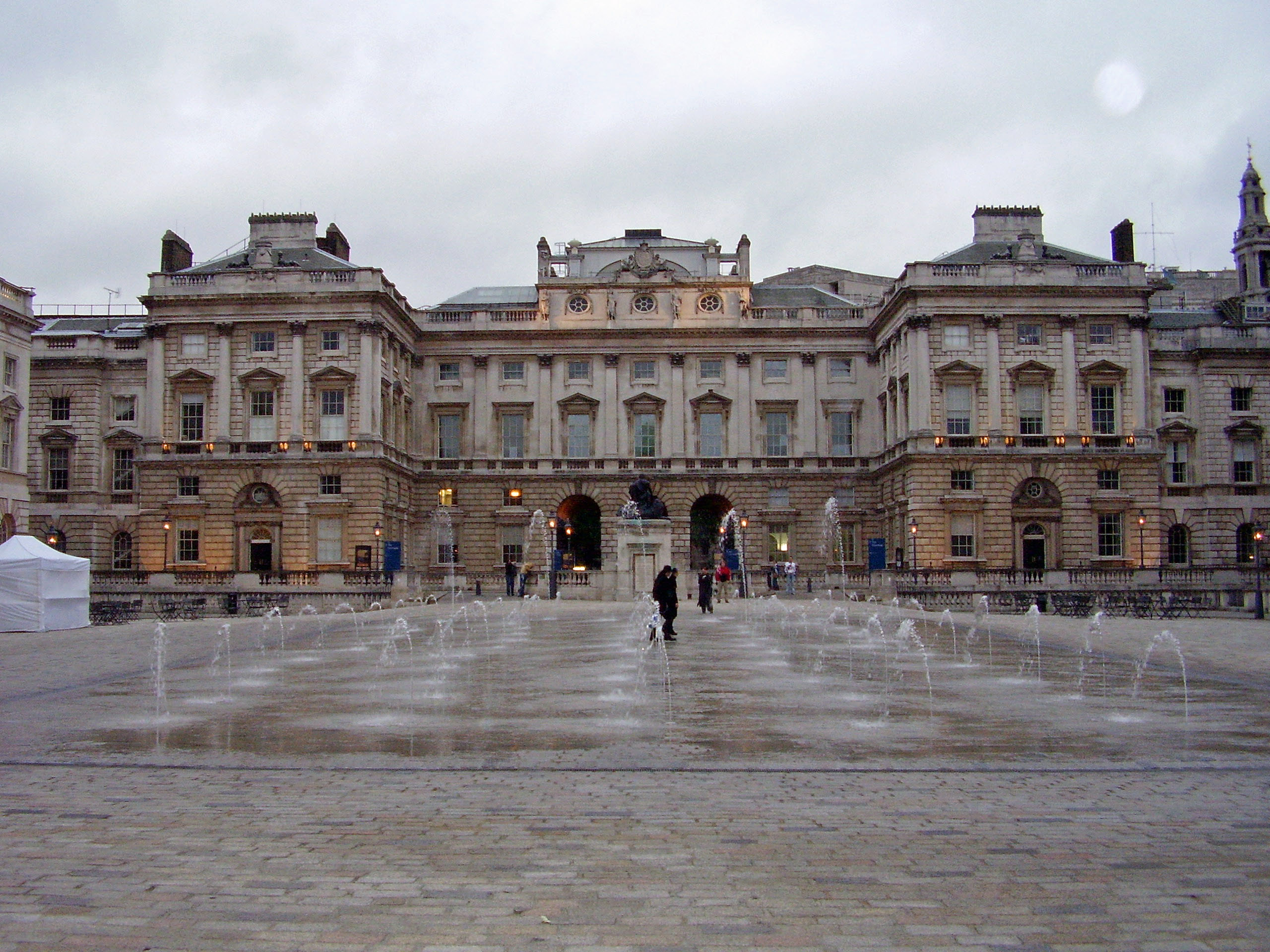
Будівля Сомерсет-хаусу в Лондоні (вид з боку Стренда)

Королівське літературне товариство (англ. The Royal Society of Literature) — престижна літературна організація Великої Британії, створена 1820 року королем Георгом IV «з метою заохочення заслуг в галузі літератури і стимулювання літературних талантів». Товариство базується у Сомерсет-хаусі в Лондоні.

## Членство в товаристві
Товариство налічує близько 500 членів, кожен з яких отримує з членством право ставити абревіатуру FRSL (англ. Fellows of the Royal Society of Literature), член королівського літературного товариства, після імені.
До членів товариства приймаються письменники, поети, драматурги, біографи, автори путівників, літературні критики і сценаристи, що пишуть англійською мовою. Вимоги до кандидата: не менше двох опублікованих книжок, рекомендації принаймні двох чинних членів товариства. Вибори проводяться двічі на рік. У голосуванні беруть участь президент товариства, віце-президенти й рада. Щороку членами товариства стають приблизно 15 із 70 кандидатів. Серед новообраних членів товариства Іен Бенкс, обраний у 2009 році. Після обрання нові члени товариства вписують свої імена до офіційного реєстру пером Байрона чи Діккенса.
Рада товариства збирається раз на місяць для обговорення програми лекцій, літературних читань, диспутів.
Королівське літературне товариство випускає щорічний альманах, а також присуджує низку премій і нагород.

## Президент
Першим президентом Королівського літературного товариства став англійський письменник і філософ єпископ Томас Берджес.
У різні роки президентами Королівського літературного товариства були:
- 1820—1832, Томас Берджес
- 1832—1833, Джордж Агар-Елліс, Лорд Довер (англ. George Agar-Ellis, 1st Baron Dover)
- 1834—1845, Фредерік Робінсон
- 1845—1849, Генрі Галлам (англ. Henry Hallam)
- 1849—1851, Спенсер Комптон, Лорд Нортгемптон (англ. Spencer Compton, 2nd Marquess of Northampton)
- 1851—1856, Граф Карлайл (англ. Earl of Carlisle)
- 1856—1874, Лорд Бішоп (англ. Lord Bishop of St. David's)
- 1874—1876, Єпископ Конноп Тірвольський (англ. Connop Thirlwall)
- 1876—1885, Леопольд, герцог Олбані
- 1885—1893, Сер Патрік Колгон (англ. Patrick Colquhoun)
- 1893—1920, Лорд Голсбері (англ. Hardinge Giffard, 1st Earl of Halsbury)
- 1921—1946, Роберт Крю-Мілнс (англ. Robert Crewe-Milnes)
- 1946—1947, Граф Літтон (англ. Earl of Lytton)
- 1947—1982, Реб Батлер (англ. Rab Butler)
- 1983—1988, Ангус Вілсон (англ. Angus Wilson)
- 1988—2003, Рой Гарріс Дженкінс
- 2003—2008, Майкл Голройд (англ. Michael Holroyd)
- 2008—теперішній час Колін Таброн